# Florent Rouanet
Pas d'image ? Cliquez ici

a Compétitions nationales et continentales officielles uniquement.

b Matchs officiels uniquement.
Florent Rouanet, né le 21 février 1986, est un joueur français de rugby à XIII évoluant au poste de deuxième ligne. Formé à Aragon puis à la MJC de Carcassonne, il intègre en 2007 l'équipe de Carcassonne avec lequel il devient champion de France en 2012 et vainqueur de deux Coupes de France en 2009 et 2012. Il rejoint ensuite en 2015 durant deux années Lézignan avant de revenir à Carcassonne pour une nouvelle victoire en Coupe de France en 2019. Il a également été sélectionné en équipe de France à une reprise en 2015.

## Palmarès
- Collectif :
  - Vainqueur du Championnat de France : 2012 (Carcassonne).
  - Vainqueur de la Coupe de France : 2009, 2012 et 2019 (Carcassonne).
  - Finaliste du Championnat de France : 2015 (Carcassonne), 2017 (Lézignan) et 2019 (Carcassonne).
  - Finaliste de la Coupe de France : 2014 (Carcassonne) et 2017 (Lézignan).